# Marcelo Rubens Paiva
Marcelo Rubens Paiva (1 de mayo de 1959) es un novelista, dramaturgo, guionista y periodista brasileño nacido en São Paulo, Brasil. Es hijo de Rubens Paiva, quien fue asesinado durante la dictadura militar de Brasil en 1971. El impacto de la desaparición de su padre en la vida de su familia, especialmente en la de su madre, Eunice Paiva, se retrata en su autobiografía Ainda estou aqui (2015), que fue adaptada al cine en 2024 por el director Walter Salles.

## Biografía
Marcelo Rubens Paiva es el único hijo de Eunice y Rubens Paiva, quienes también tenían cuatro hijas. A los seis años se mudó a la ciudad de Río de Janeiro en 1966, luego de que su padre, entonces miembro de la Cámara de Diputados de Brasil, fuera destituido y exiliado tras el golpe de Estado brasileño de 1964. En 1971, cuando tenía 11 años, su padre "desapareció" luego de ser arrestado, torturado y asesinado en la ciudad de Río de Janeiro por los militares. Su cuerpo nunca fue encontrado. La familia Rubens Paiva se vio obligada entonces a mudarse de la ciudad.
Regresó a vivir a São Paulo en 1974. Estudió ingeniería agraria, en la Universidad Estatal de Campinas. Al saltar a un lago poco profundo a los 20 años, Paiva se fracturó la columna vertebral y quedó tetrapléjico. En 1983, después de una extensa fisioterapia, recuperó el movimiento de ambos brazos y manos y escribió Feliz Ano Velho (Feliz año viejo), un recuerdo autobiográfico de estos eventos y de toda su vida. El libro fue adaptado en una obra de teatro dirigida por Paulo Betti y también en una película, dirigida por Roberto Gervitz. Ganó el Premio Jabuti, el premio literario más importante de Brasil.
Marcelo Rubens Paiva es escritor, guionista y dramaturgo. Se graduó en Comunicación Radio & TV (USP; 1982-87), curso de teatro (Centro de Pesquisas Teatrais do Sesc-SP; 1989-90), máster en Literatura (Unicamp; 1991-94) y el Knight Fellowship Program (Stanford University, CA; 1995-96).

## Obras
Libros
- Feliz Ano Velho (1982)
- Blecaute (1986)
- Ua brari (1990)
- Bala na Agulha (1992)
- As Fêmeas (1994)
- Não És Tu, Brasil (1996)
- Malu de Bicicleta (2002)
- O Homem que Conhecia as Mulheres (2006)
- A Segunda Vez que Te Conheci (2008)
- Marcelo Rubens Paiva - Crônicas para ler na escola (2011)
- E Aí, Comeu? (2012)
- As Verdades Que Ela Não Diz (2012)
- 1 drible, 2 dribles, 3 dribles: manual do pequeno craque cidadão (2014)
- Ainda Estou Aqui (2015)
- Meninos em Fúria (2016)
- O Orangotango Marxista (2018)
- O Homem Ridículo (2019)

Guiones
- Fiel (2012)
- E Aí, Comeu? (2012)
- Malu de Bicicleta (2013)
- Depois de Tudo (2015)
- Mais Forte que o Mundo (2016)
- Código 12 (2017)
- O Book (2018)
- Casagrande e Seus Demônios (2019)

Obras de teatro
- 525 Linhas (1989)
- E Aí, Comeu? (Da Boca pra Fora) (1998)
- Mais-que-Imperfeito (2001)
- Closet Show (2003)
- As Mentiras que os Homens Contam (2003)
- No Retrovisor (2003)
- Amo-te (2006)
- A Noite Mais Fria do Ano (2011)
- O Predador Entra na Sala (2012)
- C'est La Vie (2014)
- Amores Urbanos (2016)